# تلمبه تقی‌آباد
تلمبه تقی‌آباد یک منطقهٔ مسکونی در ایران است که در دهستان فردوس (رفسنجان) واقع شده‌است.